# Општина Акуња (Коавила)
Акуња (шп. Acuña) општина је у Мексику у савезној држави Коавила. Општина се налази на надморској висини од 271 м.

## Становништво
Према подацима из 2010. у општини је живело 136755 становника.

### Хронологија
| Година       | 2000                   | 2005                   | 2010                   |
| ------------ | ---------------------- | ---------------------- | ---------------------- |
| Становништво | 110487 (56567 / 53920) | 126238 (63595 / 62643) | 136755 (68350 / 68405) |

### Попис
| \| \| м \| \| \| ж \| \| 0—2 \| 4.249 \| \| \| 4.155 \| \| 3—5 \| 4.464 \| \| \| 4.335 \| \| 6—11 \| 9.510 \| \| \| 9.147 \| \| 12—14 \| 4.308 \| \| \| 4.171 \| \| 15—17 \| 4.187 \| \| \| 4.065 \| \| 18—24 \| 8.020 \| \| \| 8.240 \| \| 60+ \| 3.708 \| \| \| 3.986 \| \| Просек : \| 27,4 \| \| \| 27,8 \| |       |  |  |       |
| |       |  |  |       |
| | м     |  |  | ж     |
| 0—2 | 4.249 |  |  | 4.155 |
| 3—5 | 4.464 |  |  | 4.335 |
| 6—11 | 9.510 |  |  | 9.147 |
| 12—14 | 4.308 |  |  | 4.171 |
| 15—17 | 4.187 |  |  | 4.065 |
| 18—24 | 8.020 |  |  | 8.240 |
| 60+ | 3.708 |  |  | 3.986 |
| Просек : | 27,4  |  |  | 27,8  |

| #   | Индикатор                                                                                        | Вредност |
| --- | ------------------------------------------------------------------------------------------------ | -------- |
| 1   | Становништво од 0 до 2 године                                                                    | 8404     |
| 2   | Мушко становништво од 0 до 2 године                                                              | 4249     |
| 3   | Женско становништво од 0 до 2 године                                                             | 4155     |
| 4   | Становништво са 3 и више година                                                                  | 126442   |
| 5   | Мушко становништво са 3 и више година                                                            | 63145    |
| 6   | Женско становништво са 3 и више година                                                           | 63297    |
| 7   | Становништво са 5 и више година                                                                  | 120582   |
| 8   | Мушко становништво са 5 и више година                                                            | 60178    |
| 9   | Женско становништво са 5 и више година                                                           | 60404    |
| 10  | Становништво са 12 и више година                                                                 | 98986    |
| 11  | Мушко становништво са 12 и више година                                                           | 49171    |
| 12  | Женско становништво са 12 и више година                                                          | 49815    |
| 13  | Становништво са 15 и више година                                                                 | 90507    |
| 14  | Мушко становништво са 15 и више година                                                           | 44863    |
| 15  | Женско становништво са 15 и више година                                                          | 45644    |
| 16  | Становништво са 18 и више година                                                                 | 82255    |
| 17  | Мушко становништво са 18 и више година                                                           | 40676    |
| 18  | Женско становништво са 18 и више година                                                          | 41579    |
| 19  | Становништво од 3 до 5 година                                                                    | 8799     |
| 20  | Мушко становништво од 3 до 5 година                                                              | 4464     |
| 21  | Женско становништво од 3 до 5 година                                                             | 4335     |
| 22  | Становништво од 6 до 11 година                                                                   | 18657    |
| 23  | Мушко становништво од 6 до 11 година                                                             | 9510     |
| 24  | Женско становништво од 6 до 11 година                                                            | 9147     |
| 25  | Становништво од 8 до 14 година                                                                   | 20944    |
| 26  | Мушко становништво од 8 до 14 година                                                             | 10667    |
| 27  | Женско становништво од 8 до 14 година                                                            | 10277    |
| 28  | Становништво од 12 до 14 година                                                                  | 8479     |
| 29  | Мушко становништво од 12 до 14 година                                                            | 4308     |
| 30  | Женско становништво од 12 до 14 година                                                           | 4171     |
| 31  | Становништво од 15 до 17 година                                                                  | 8252     |
| 32  | Мушко становништво од 15 до 17 година                                                            | 4187     |
| 33  | Женско становништво од 15 до 17 година                                                           | 4065     |
| 34  | Становништво од 18 до 24 године                                                                  | 16260    |
| 35  | Мушко становништво од 18 до 24 године                                                            | 8020     |
| 36  | Женско становништво од 18 до 24 године                                                           | 8240     |
| 37  | Женско становништво од 15 до 49 година                                                           | 37390    |
| 38  | Становништво са 60 и више година                                                                 | 7694     |
| 39  | Мушко становништво са 60 и више година                                                           | 3708     |
| 40  | Женско становништво са 60 и више година                                                          | 3986     |
| 41  | Однос између мушкараца и жена                                                                    | 99.92    |
| 42  | Становништво од нуле до 14 година                                                                | 44339    |
| 43  | Становништво од 15 до 64 године                                                                  | 85544    |
| 44  | Становништво од 65 година и више                                                                 | 4963     |
| 45  | Просечан број деце                                                                               | 2.27     |
| 46  | Становништво рођено у ентитету                                                                   | 102085   |
| 47  | Мушко становништво рођено у ентитету                                                             | 50938    |
| 48  | Женско становништво рођено у ентитету                                                            | 51147    |
| 49  | Становништво рођено у другом ентитету                                                            | 28430    |
| 50  | Мушко становништво рођено у другом ентитету                                                      | 14225    |
| 51  | Женско становништво рођено у другом ентитету                                                     | 14205    |
| 52  | Становништво од 5 година и више резидентно у ентитету у јуну 2005. године                        | 115480   |
| 53  | Мушко становништво старосног доба од 5 година и више, резидентно у ентитету у јуну 2005. године  | 57409    |
| 54  | Женско становништво старосног доба од 5 и више година, резидентно у ентитету у јуну 2005. године | 58071    |
| 55  | Становништво од 5 година и више које је живело у другом ентитету у јуну 2005. године             | 2860     |
| 56  | Мушко становништво старије од 5 година које је живело у другом ентитету у јуну 2005. године      | 1445     |
| 57  | Женско становништво старије од 5 година које је живело у другом ентитету у јуну 2005. године     | 1415     |
| 58  | Становништво од 3 године и више које говори аутохтони језик                                      | 492      |
| 59  | Мушко становништво старо 3 године и више које говори аутохтони језик                             | 280      |
| 60  | Женско становништво старо 3 године и више које говори аутохтони језик                            | 212      |
| 61  | Становништво од 3 године и више које говори аутохтони језик и не говори шпански језик            | 1        |
| 62  | Мушко становништво старо 3 године и више које говори аутохтони језик и не говори шпански         | 0        |
| 63  | Женско становништво старо 3 године и више које говори аутохтони језик и не говори шпански језик  | 1        |
| 64  | Становништво старо 3 године и више које говори аутохтони језик и шпански                         | 303      |
| 65  | Мушко становништво старо 3 године и више које говори аутохтони језик и шпански                   | 176      |
| 66  | Женско становништво старо 3 године и више које говори аутохтони језик и шпански                  | 127      |
| 67  | Становништво од 5 година и више које говори аутохтони језик                                      | 483      |
| 68  | Становништво од 5 година и више које говори аутохтони језик и не говори шпански језик            | 1        |
| 69  | Становништво од 5 година и више које говори аутохтони језик и говори шпански језик               | 303      |
| 70  | Становништво у домородачким домаћинствима                                                        | 1191     |
| 71  | Становништво са ограничењима у активностима                                                      | 5172     |
| 72  | Становништво са ограниченим ходањем или кретањем, горе или доле                                  | 2766     |
| 73  | Становници са ограничењима вида, чак и уз кориштење сочива                                       | 1525     |
| 74  | Становништво са ограничењима говора, комуникације или конверзације                               | 500      |
| 75  | Становништво са ограниченим слухом                                                               | 448      |
| 76  | Становништво са ограничењима при одевању, купању или јелу                                        | 367      |
| 77  | Становништво са ограничењима у опажању или учењу једноставних ствари                             | 239      |
| 78  | Становништво са менталним ограничењима                                                           | 499      |
| 79  | Становништво без ограничења активности                                                           | 129149   |
| 80  | Становништво од 3 до 5 година које не похађа школу                                               | 4229     |
| 81  | Мушко становништво од 3 до 5 година које не похађа школу                                         | 2141     |
| 82  | Женско становништво од 3 до 5 година које не похађа школу                                        | 2088     |
| 83  | Становништво од 6 до 11 година које не похађа школу                                              | 465      |
| 84  | Мушко становништво од 6 до 11 година које не похађа школу                                        | 241      |
| 85  | Женско становништво од 6 до 11 година које не похађа школу                                       | 224      |
| 86  | Становништво од 12 до 14 година које не похађа школу                                             | 612      |
| 87  | Мушко становништво од 12 до 14 година које не похађа школу                                       | 297      |
| 88  | Женско становништво од 12 до 14 година које не похађа школу                                      | 315      |
| 89  | Становништво од 15 до 17 година похађа школу                                                     | 5265     |
| 90  | Мушко становништво од 15 до 17 година похађа школу                                               | 2639     |
| 91  | Женско становништво између 15 и 17 година живота у школи                                         | 2626     |
| 92  | Становништво од 18 до 24 године похађа школу                                                     | 3302     |
| 93  | Мушко становништво од 18 до 24 године похађа школу                                               | 1751     |
| 94  | Женско становништво од 18 до 24 године похађа школу                                              | 1551     |
| 95  | Становништво од 8 до 14 година које не може да чита и пише                                       | 483      |
| 96  | Мушко становништво старосног доба од 8 до 14 година које не може да чита и пише                  | 298      |
| 97  | Женско становништво старосног доби од 8 до 14 година које не може да чита и пише                 | 185      |
| 98  | Становништво од 15 година и више које је неписмено                                               | 2423     |
| 99  | Мушко становништво од 15 година и више које је неписмено                                         | 1074     |
| 100 | Женско становништво од 15 година и више које је неписмено                                        | 1349     |
| 101 | Становништво старо 15 и више година без школовања                                                | 3445     |
| 102 | Мушко становништво старо 15 и више година без школовања                                          | 1579     |
| 103 | Женско становништво старо 15 и више година без школовања                                         | 1866     |
| 104 | Становништво старосног доба 15 и више година са непотпуним основним образовањем                  | 9500     |
| 105 | Мушко становништво старосног доба од 15 година и више са непотпуном основним образовањем         | 4515     |
| 106 | Женско становништво старосног доба 15 и више година са непотпуном основним образовањем           | 4985     |
| 107 | Становништво старо 15 и више година са комплетним основним образовањем                           | 18113    |
| 108 | Мушко становништво старо 15 година и више са комплетним основним образовањем                     | 8509     |
| 109 | Женско становништво старо 15 и више година са комплетним основним образовањем                    | 9604     |
| 110 | Становништво старосног доба 15 и више година са непотпуним средњим образовањем                   | 6538     |
| 111 | Мушко становништво старосног доба од 15 година и више са непотпуним средњим образовањем          | 3459     |
| 112 | Женско становништво старосног доба од 15 година и више са непотпуним средњим образовањем         | 3079     |
| 113 | Становништво старо 15 и више година са пуним секундарном образовањем                             | 26374    |
| 114 | Мушко становништво старосног доба од 15 година и више са пуним секундарном образовањем           | 13272    |
| 115 | Женско становништво старосног доба од 15 година и више са пуним секундарном образовањем          | 13102    |
| 116 | Становништво старије од 18 година са постосновним образовањем                                    | 23103    |
| 117 | Мушко становништво старије од 18 година са постосновним образовањем                              | 11966    |
| 118 | Женско становништво старије од 18 година са постосновним образовањем                             | 11137    |
| 119 | Просечна оцена школовања                                                                         | 8.46     |
| 120 | Просечан ниво образовања мушке популације                                                        | 8.59     |
| 121 | Просечан ниво образовања женског становништва                                                    | 8.34     |
| 122 | Економски активно становништво                                                                   | 56311    |
| 123 | Економски активна мушка популација                                                               | 36650    |
| 124 | Економски активна женска популација                                                              | 19661    |
| 125 | Становништво које није економски активно                                                         | 42280    |
| 126 | Мушко становништво које није економски активно                                                   | 12269    |
| 127 | Женско становништво које није економски активно                                                  | 30011    |
| 128 | Запослено становништво                                                                           | 53171    |
| 129 | Запослено мушко становништво                                                                     | 34095    |
| 130 | Запослено женско становништво                                                                    | 19076    |
| 131 | Незапослена популација                                                                           | 3140     |
| 132 | Незапослена мушка популација                                                                     | 2555     |
| 133 | Незапослена женска популација                                                                    | 585      |
| 134 | Становништво без права на здравствене услуге                                                     | 30916    |
| 135 | Становништво које има право на здравствене услуге                                                | 103778   |
| 136 | Становништво које има право на ИМСС                                                              | 83716    |
| 137 | Становништво које има право на социјално осигурање                                               | 6033     |
| 138 | Становништво које има право на државно социјално осигурање                                       | 163      |
| 139 | Становништво које има право на опште осигурање или здравствено осигурање за нову генерацију      | 12401    |
| 140 | Становништво које је било једном или није било у браку током 12 година и више                    | 30851    |
| 141 | Венчано или уједињено становништво од 12 година и више                                           | 57910    |
| 142 | Становништво које је било у браку или уједињено 12 година и више                                 | 10027    |
| 143 | Становништво са католичком религијом                                                             | 84888    |
| 144 | Протестанти, еванђелисти и библијски следбеници различити од еванђелиста                         | 28753    |
| 145 | Становништво са другим религијама различитим од претходних                                       | 54       |
| 146 | Становништво без религије                                                                        | 20222    |
| 147 | Укупно пописаних домаћинства                                                                     | 36135    |
| 148 | Пописна домаћинства на челу са мушкарцима                                                        | 28256    |
| 149 | Пописна домаћинства на челу са женама                                                            | 7879     |
| 150 | Становништво у пописним домаћинствима                                                            | 134647   |
| 151 | Становништво у пописним домаћинствима на челу са мушкарцима                                      | 108583   |
| 152 | Становништво у пописним домаћинствима на челу са женама                                          | 26064    |
| 153 | Укупно домаћинстава                                                                              | 46918    |
| 154 | Укупно насељених домаћинстава                                                                    | 36756    |
| 155 | Укупно приватних кућа                                                                            | 46297    |
| 156 | Насељени приватни домови                                                                         | 36135    |
| 157 | Укупно насељених приватних кућа                                                                  | 36749    |
| 158 | Ненасељене приватне куће                                                                         | 8665     |
| 159 | Појединачна домаћинства за привремену употребу                                                   | 1497     |
| 160 | Становници у насељеним приватним кућама                                                          | 134647   |
| 161 | Насељеност станара у приватним становима                                                         | 3.73     |
| 162 | Просечно становника по соби у приватним насељеним домаћинствима                                  | 1.05     |
| 163 | Појединачна домаћинства са подовима од различитих материјала од земље                            | 35451    |
| 164 | Појединачна домаћинства у приземљу                                                               | 586      |
| 165 | Појединачна домаћинства са једном спаваћом собом                                                 | 13525    |
| 166 | Појединачна домаћинства са две спаваће собе и више                                               | 22551    |
| 167 | Појединачна домаћинства са једним собом                                                          | 1468     |
| 168 | Појединачна домаћинства са две собе                                                              | 6401     |
| 169 | Појединачна домаћинства са 3 собе и више                                                         | 28154    |
| 170 | Појединачна домаћинства која имају електрично светло                                             | 35782    |
| 171 | Појединачна домаћинства која немају електрично светло                                            | 306      |
| 172 | Појединачна домаћинства која имају водоводну воду у стамбеном простору                           | 34759    |
| 173 | Појединачна домаћинства која немају водоводну воду у стамбеном простору                          | 1269     |
| 174 | Појединачна домаћинства која имају тоалет                                                        | 35715    |
| 175 | Појединачна домаћинства која имају канализацију                                                  | 34915    |
| 176 | Појединачна домаћинства која немају канализацију                                                 | 1123     |
| 177 | Појединачна домаћинства која имају електрично светло, довод воде из јавне мреже и канализацију   | 33844    |
| 178 | Појединачна домаћинства без икаквих услова                                                       | 185      |
| 179 | Појединачна домаћинства која имају радио                                                         | 28685    |
| 180 | Појединачна домаћинства која имају телевизор                                                     | 35182    |
| 181 | Појединачна домаћинства која имају фрижидер                                                      | 33942    |
| 182 | Појединачна домаћинства која имају машину за веш                                                 | 28156    |
| 183 | Појединачна домаћинства која имају аутомобил или комби                                           | 20392    |
| 184 | Појединачна домаћинства која имају рачунар                                                       | 8306     |
| 185 | Појединачна домаћинства која имају фиксну телефонску линију                                      | 9854     |
| 186 | Појединачна домаћинства која имају мобилни телефон                                               | 28265    |
| 187 | Појединачна домаћинства која имају приступ интернету                                             | 5369     |